# Miconia lachnoclada
Espèce
Statut de conservation UICN

 VU B1+2c : Vulnérable
Miconia lachnoclada est une espèce de plantes à fleurs de la famille des Melastomataceae endémique du Pérou.

## Publication originale
- Phytologia 23(5): 501–502. 1972. (Jul 1972)